# آلمانی سفلی
زبان آلمانی سفلا یا آلمانی پایین یا ساکسونی (آلمانی سفلی: Plattdütsch, Plattdüütsch, Plattdütsk, Plattduitsk; ; آلمانی: Plattdeutsch, Niederdeutsch; هلندی: Nederduits)  نام مجموعه‌ای از زبان‌های ژرمنی غربی است که در شمال آلمان و همچنین بخش‌هایی از شرق هلند رواج دارد، حدود ۵ میلیون گویشور بدان حرف می‌زنند. گستره کاربرد امروزی این زبان بیشتر در شمال آلمان (که آن را Plautdietsch می‌نامند)، خاور هلند (بیشتر قوم فریزی با لهجه فریزی-ساکسونی با آن سخن می‌رانند) و جنوب دانمارک بوده و در بیرون از این سه کشور بسیار حوزه نفوذ بسیار ناچیزی دارد. به عنوان زبانی اینگوانیک، زبان آلمانی پایین کاملاً از زبان‌های ایرمینونیک (آلمانی بالا) متفاوت بوده و به آلمانی استاندارد، هلندی، فریسی و انگلیسی نزدیکی دارد. این تمایز ناشی از تغییرات همخوان‌های آلمانی بالنده بودند که با خطوط اوردینگن و بنرات به عنوان مرزهای مهم زبان‌شناسی تشدید شده‌اند.
کاربرد گستره نفوذ تاریخی این زبان شامل شمال لهستان، استان کالینینگراد روسیه و بخشی از جنوب لیتوانی بوده‌است. جنگ جهانی دوم و پس از آن تغییر در مرز کشورها باعث اخراج گسترده گروه‌های آلمانی زبان از این مناطق شد. جوامع آلمانی در کشورهای بالتیک نیز به زبان آلمانی پایین سخن می‌گفتند. همچنین زبان آلمانی سفلای میانه زبان میانجی در پیمان هانسیتیک بوده و به همین علت تأثیر قابل توجهی بر زبان‌های اسکاندیناویایی گذاشته‌است.
لازم به ذکر است که زبان آلمانی پایین تقریباً ۳۰۱,۰۰۰ گویشور بومی در همه کشورها دارند؛ در حالی که ۶/۷ تا ۱۰ میلیون از آن گویشوران شناخته شده‌اند. در مطالعهٔ بسال ۲۰۰۵ از هـ. بلوئمهوف (به هلندی: H. Bloemhof) تحت عنوان آمار زبان آلمانی پایین (به هلندی: Taaltelling Nedersaksisch) نشان داد که روزانه ۱/۸ میلیون نفر در هلند بدین زبان سخن می‌گویند. 

## موجودیت گیتاشناختی

### درون اروپا
اثبات شده شده که حدود ۳۰۱,۰۰۰ گویشور بومی در همه کشورها دارند؛ در حالی که ۶/۷ تا ۱۰ میلیون از آن گویشوران شناخته شده‌اند. حدوداً ۵ میلیون در آلمان، اساساً در شمال آلمان و ۱/۷ میلیون در هلند گویشور بدین زبان شناسایی شده‌اند.
لهجه‌های آلمانی پایین در مناطق شمال شرقی هلند (ساکسونی پایین هلندی) بدان سخن گفته می‌شود و در سه شیوه نگارشی برپایه نگارش هلندی استاندار نوشته می‌شوند. جایگاه زبان برپایه داده‌های یونسکو متغیر است. میان سال‌های ۱۹۹۵ تا ۲۰۱۱ تعداد گویشوران والدینی از ٪۳۴ در ۱۹۹۵ به ٪۱۵ در ۲۰۱۱ کاهش یافته‌است. همچنین شمار گویشوران کودک نیز در دوره‌ای مشابه از ٪۸ به ٪۲ سقوط داشته‌است.

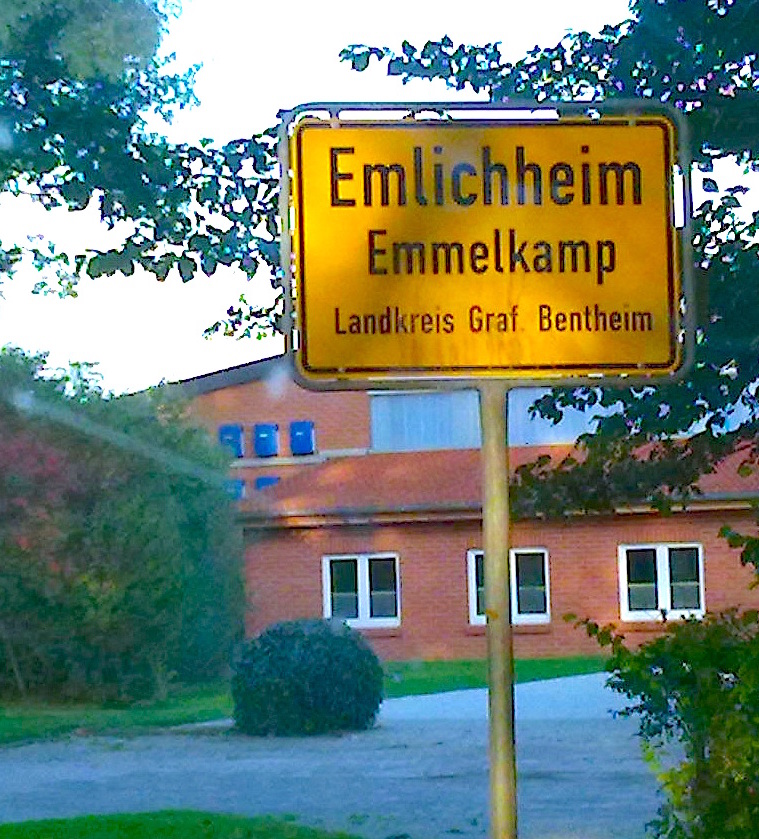
تابلویی به آلمانی استاندارد (بالا) و آلمانی سفلا (پایین)

کاربرد گستره نفوذ تاریخی این زبان شامل شمال لهستان، استان کالینینگراد روسیه و بخشی از جنوب لیتوانی بوده‌است. جنگ جهانی دوم و پس از آن تغییر در مرز کشورها باعث اخراج گسترده گروه‌های آلمانی زبان از این مناطق شد. جوامع آلمانی در کشورهای بالتیک نیز به زبان آلمانی پایین سخن می‌گفتند. همچنین زبان آلمانی سفلای میانه زبان میانجی در پیمان هانسیتیک بوده و به همین علت تأثیر قابل توجهی بر زبان‌های اسکاندیناویایی گذاشته‌است.
این زبان پیشتر در مناطق بیرونی و خارجی از شهر-ایالت برلین کاربرد داشته ولی به مرور زمان و مرکزگرایی ملی‌گرایانه در شهر و حاشیه‌نشینی منجر به انقراض آن شد زیرا لهجه برلین خودش شاخه‌ای از آلمانی علیا است. 
امروزه این زبان هنوز در بیرون آلمان و هلند نیز گویشورانی دارند که اکثراً در مناطق پیشا-جنگ جهانی اول و دوم هستند. این مناطق عبارت اند از: لهستان (اقلیت آلمانی‌تبار گویشور به پومرانی شرقی) و جنوب ژولتند در دانمارک که هنوز جوامع اقلیتی آلمانی بدان سخن می‌گویند. 

## گونه‌های زبان آلمانی سفلا

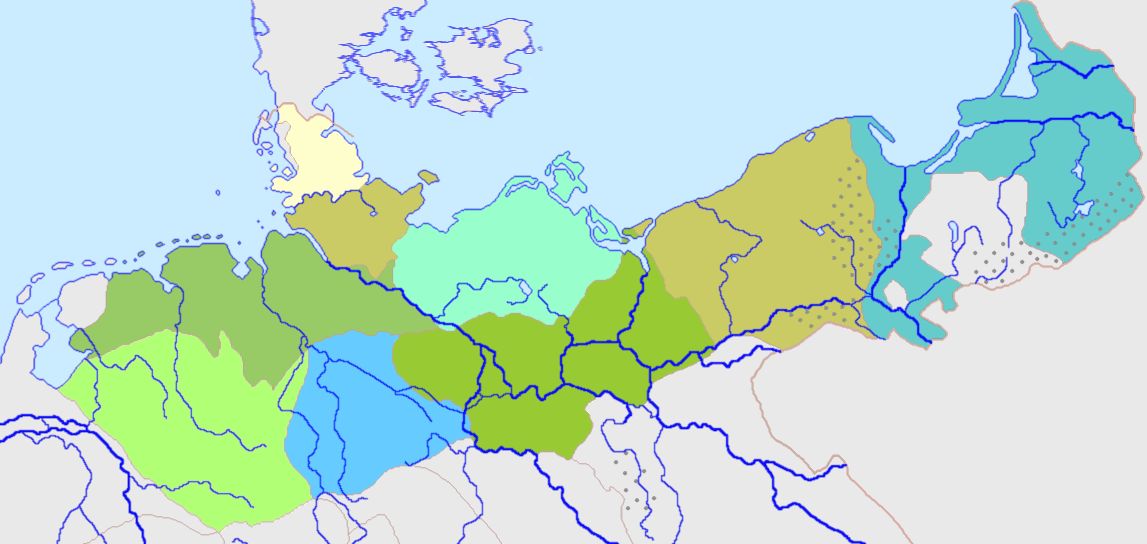
گسترهٔ زبان آلمانی سفلا:
وستفالی
اوستفالی
ساکسون پایین شمالی
هولشتاینی
اشلسویگی
براندنبورگی
مکلنبورگی-فورپومرنی
پومرانی
پروسی سفلا

### در آلمان
- آلمانی سفلای غربی:
  - فریزی شرقی ساکسون پایین
  - ساکسون پایین شمالی
  - وستفالی
  - ایستفالی
- آلمانی سفلای شرقی:
  - براندنبورگی
  - مکلنبورگی-فورپومرنی
  - پومرانی مرکزی
  - پومرانی شرقی
  - پروسی سفلا
  - پلاودیتش

### در هلند
- Westerkwartiers 
  - Kollumerpompsters
  - Kollumerlands
  - Middaglands
  - Midden-Westerkwartiers
  - Zuid-Westerkwartiers
- خرونینگی و نوردنفلتی (درنتی شمالی):
  - Hogelandsters
  - Stadsgronings
  - Westerwolds
  - Veenkoloniaals
  - Oldambtsters
- استلینگورفی
- درنتی مرکزی
- درنتی جنوبی
- توینتی
- توینتی-خرافشاپی
- خلدری-افریسلی
- آخترهوکی
- سالاندی
- اورکی
- فلووه‌ای
  - فلووه‌ای شرقی
  - فلووه‌ای غربی